# Carlo Coppola

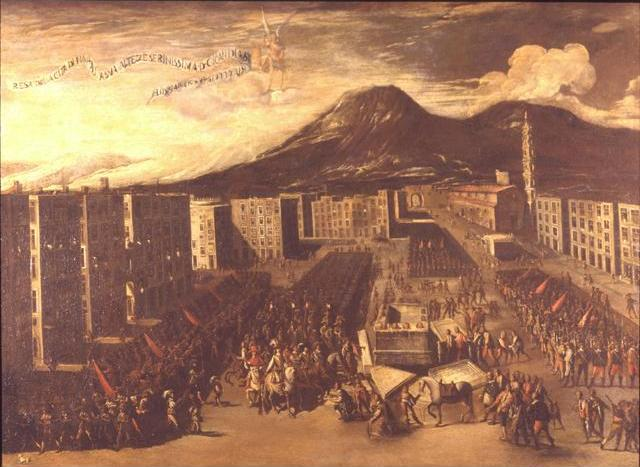
Resa di Napoli a Don Juan José de Austria nel 1648

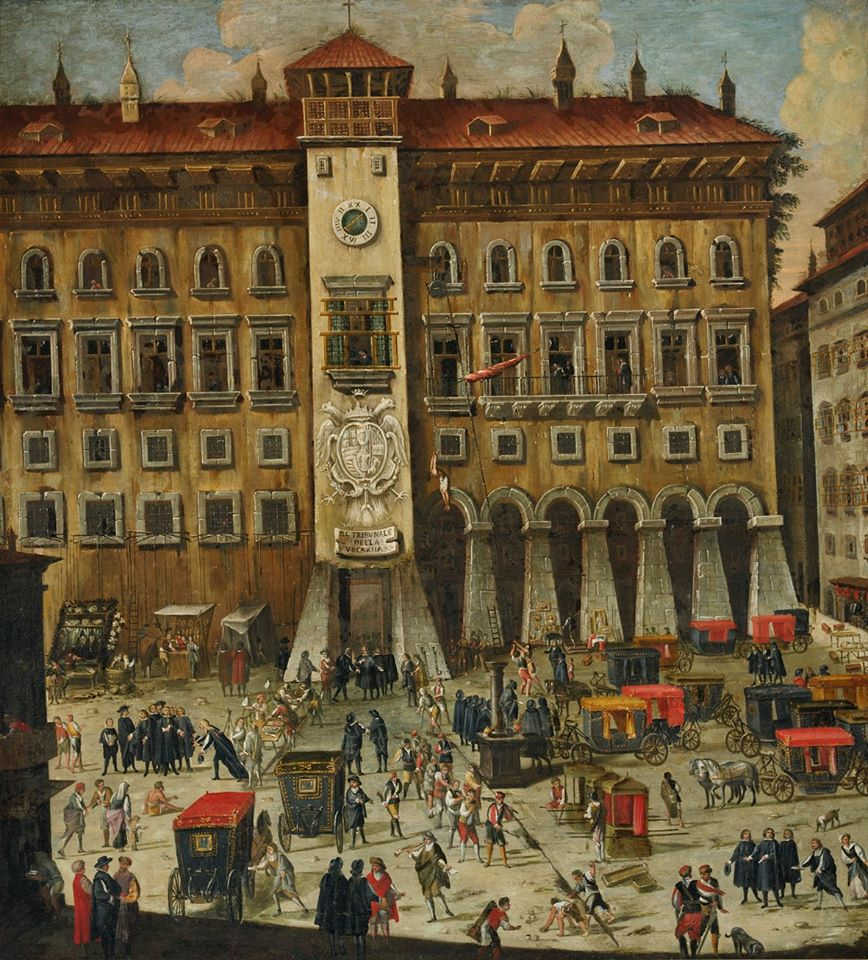
Tribunale della Vicaria a Castel Capuana (attribuito a Coppola)

Carlo Coppola (Napoli, 1620 – Napoli, 1686) è stato un pittore italiano.

## Biografia
Si conosce poco della vita del pittore e le poche notizie si trovano nella biografia che traccia Bernardo De Dominici.
Si sa che nasce intorno al 1620 e che é allievo di Aniello Falcone. Grazie al suo celebre maestro, dove nella bottega confluiscono nomi come Salvator Rosa, Micco Spadaro e Luca Forte, si specializza nella rappresentazione di battaglie, genere tra i più richiesti dalla committenza aristocratica.
Coppola dimostra una grande abilità nelle storie e nella rappresentazione di piccoli personaggi e scene di martirio.
Si dice che si divertisse durante il giorno, trascorrendo così le sue notti a dipingere a lume di candela, cosa che lo fece diventare cieco in poco tempo.
La sua carriera a causa di questa malattia, tramonta verso la fine egli anni '60 del Seicento, ma egli pur di continuare a lavorare si servì di colleghi e giovani collaboratori di bottega, che eseguivano dipinti sotto le sue direttive apponendo la sua caratteristica sigla con le iniziali CC, con le quali aveva l'abitudine di firmare le sue opere.
A tal proposito scrive di lui il De Dominici: "Colui passeggiando tutto il dì da gentiluomo cinto di spada e pugnale, dipingeva poi la notte, con gran lume, il perchè a capo a qualche tempo divenne cieco, onde non potendo più dipingere, ricorreva dal suo maestro, che lo sovveniva per nutricare la sua famiglia, e dopo la morte di quello, da Micco Spadaro, che molto lo compativa, e si erano amati infin dalla loro gioventù essendo condiscepoli".